# Rusudan Sikharulidze
Rusudan Sikharulidze, est une gymnaste artistique soviétique. 

## Carrière
Rusudan Sikharulidze est médaillée d'or par équipes et médaillée de bronze au sol aux Championnats du monde de gymnastique artistique 1974 à Varna.